# فیلمخانه ملی ایران
فیلمخانهٔ ملی ایران فیلم‌خانهٔ سینمای ایران است. این سازمان که تشکیلاتی غیرانتفاعی است در کنار موزهٔ سینمای ایران در باغ فردوس تهران واقع شده‌است.

## فیلم‌خانه
فیلم‌خانه مجموعه‌ای سازمان‌یافته از فیلم یا فراورده‌های فیلمی است که از لحاظ هنری، فرهنگی، تاریخی و آموزشی ارزش نگهداری دائمی داشته باشند.
این مواد شامل فیلم‌های آموزشی، سینمایی، خبری، مستند و پویانمایی می‌شود؛ همچنین مواد و مقولاتی که به نوعی با فیلم و سینما در ارتباطند، مانند پوستر، عکس‌های صحنه، آنونس (نمونه فیلم)، و اسناد و مدارک سینمایی را دربر می‌گیرد.

## مالکیت
فیلم‌خانه‌ها، از جمله فیلم‌خانهٔ ملی ایران، معمولاً تشکیلاتی غیرانتفاعی‌اند و مانند موزه‌ها از منابع مالی دولتی استفاده می‌کنند.

## تاریخچه
در سال‌های پایانی دههٔ ۱۳۳۰، در دورانی که از آن به‌عنوان دوران موج نوی سینمای ایران یاد می‌شود، لزوم برپایی تشکیلاتی به منظور حفظ و نگهداری، سامان‌دهی، آماده‌سازی و عرضه و نمایش آثار سینمایی در مطبوعات مطرح شد. در پی آن مجمعی به‌نام «کانون فیلم» در سال ۱۳۳۸ تشکیل شد که بعدها تحت‌عنوان «آرشیو فیلم ایران» و در سال ۱۳۵۲ به‌نام «فیلمخانهٔ ملی ایران» خوانده شد. پس از یک وقفهٔ طولانی به‌سبب تلاطمات سیاسی کشور، از سال ۱۳۶۳ با تدوین برنامه‌های عملی و بهره‌گیری از تجربیات فیلمخانه‌های معتبر جهانی، فیلمخانهٔ ملی ایران جان تازه‌ای یافت و به‌عنوان یک مرکز اطلاع‌رسانی، با هدف نشر و عرضهٔ دانش و فرهنگ سینمایی، جایگاه خود را در ایران بازیافت.
فیلم خانه ملی ایران توسط شرکت توسعه بنای کسری بعنوان پیمانکار و با طراحی مهندسین مشاور شرکت سازه واره نو وکارفرمایی وزارت فرهنگ و ارشاد اسلامی ساخته گردیده است

## وظایف فیلمخانهٔ ملی ایران
فیلمخانهٔ ملی ایران وظایف زیر را بر عهده دارد:
1. تهیه و گردآوری مواد فیلمخانه‌ای (در محدودهٔ تعریف فوق): فیلمخانهٔ ملی ایران بخش عمدهٔ آثار سینمایی خود را از طریق «رایت فرهنگی» (= واسپاری یک نسخه از فیلم به دولت که دولت فقط یک‌بار اجازهٔ پخش آن را دارد آن هم بدون گرفتن هیچ‌گونه وجهی) تأمین می‌کند. همچنین در مواردی صاحبان فیلم، نسخه‌ای از آن را به فیلمخانه هدیه می‌کنند یا اجازه می‌دهند فیلمخانه با هزینهٔ خود نسخه‌ای از آن نسخه تهیه کند. اهدا توسط تهیه‌کنندگان نیز از دیگر منابع تأمین مواد فیلمخانه‌ای است (تهیه‌کننده و صاحب فیلم در اغلب کشورها یکی است، اما در معدودی از کشورها از جمله ایران ممکن است دو نفر باشند)؛[۱۰]
2. 'حفظ و نگهداری مواد فیلمخانه‌ای: فرایند حفظ و نگهداری مواد، مهم‌ترین، پیچیده‌ترین و حساس‌ترین وظیفهٔ فیلمخانهٔ ملی ایران است. حفظ و نگهداری از فیلم فرایندی تخصصی و پرهزینه‌است که تنها با شرکت کارشناسان مجرب و در شرایط مطلوب می‌تواند به نتایج مثبت منتهی شود. عواملی از قبیل گرما، گردوغبار، تغییرات شیمیایی، فرسودگی و سانسور می‌توانند کیفیت فیلم‌ها را — که از کاغذ آسیب‌پذیرترند — تا حد غیرقابل‌استفاده‌شدن بکاهند؛
3. مرمت و احیا: این فرایند مواردی از قبیل پاک‌کردن، جلادادن، مرمت برش‌ها و منافذ فیلم‌ها را دربر می‌گیرد. این کار برای تهیهٔ یک نسخهٔ آرشیوی حتی‌الامکان برابر با اصل صورت می‌گیرد؛[۱۱]
4. سازماندهی: فیلم به اقتضای ساختمان و ترکیب شیمیایی‌اش در قیاس با کتاب به‌مراتب آسیب‌پذیرتر است و به همین دلیل تهیه و تنظیم انواع فهرست‌ها، نمایه‌ها، و مستندسازی‌های جامع و دقیق به‌منظور کاهش هر چه بیشتر نیاز به تماس فیزیکی با مواد فیلمخانه‌ای اهمیت بسیار دارد. ترتیبات سازماندهی به این قرار است: فیلم‌ها پس از دریافت، ابتدا با دستگاهی موسوم به موویل (به انگلیسی: Movila) بازبینی می‌شوند. این کار برای استخراج اطلاعات به‌منظور تهیهٔ شناسنامه برای فیلم است. داده‌هایی که بدین ترتیب استخراج می‌شود شامل اسامی پدیدآورندگان، اعم از کارگردان، تهیه‌کننده، فیلم‌نامه‌نویس، هنرپیشهان و موارد متعدد دیگر است. مشخصات بر روی برگه‌های خاصی به‌نام «برگهٔ بازبینی» منتقل و نوشته می‌شود. پس از بازبینی و ثبت، کار فهرست‌نویسی و رده‌بندی مواد آغاز می‌شود. فهرست‌نویسی مواد فیلمخانه‌ای با فهرست‌نویسی مواد چاپی تفاوت بنیادی ندارد و شامل فهرست‌نویسی توصیفی و  تحلیلی است. رده‌بندی مواد فیلمخانه‌ای در فیلمخانهٔ ملی ایران با بهره‌گیری از طرحی که برای مواد غیرکتابی تهیه و به‌نام مبتکر آن «امی روسو» خوانده می‌شود، انجام می‌گیرد.[۱۲] کار سازماندهی در فیلمخانهٔ ملی ایران از سال ۱۳۶۳ آغاز شده‌است؛
5. اشاعه: نخستین و اساسی‌ترین رسالت فیلم‌خانه، ارائه و شناساندن تاریخ سینما به شیوه‌ای علمی و سازمان‌یافته‌است. ضوابط و مقررات پذیرش عضو، برنامه‌ریزی پیرامون شیوهٔ عرضه و نمایش فیلم‌ها به امکانات عملی و اجرایی فیلم‌خانه‌ها و قوانین و مقررات داخلی آن‌ها بستگی دارد و تابع سیاست و خط مشی سازمان مادر است.[۱۳]

فیلم‌خانهٔ ملی ایران انتشارات متعددی دارد. برخی عناوین مهم آن: فیلم‌شناخت ایران: فیلم‌شناسی سینمای ایران، ۱۳۵۱-۱۳۴۷ (تهران: ۱۳۷۸)، کتاب‌شناسی سینما، ۱۳۶۷ (تهران: ۱۳۷۳) و کتاب‌شناسی نقد فیلم‌های ایرانی، ۱۳۵۸-۱۳۶۶ (تهران: ۱۳۶۸) هستند.

## پی‌نوشت
1. ↑  «فیلمخانهٔ ملی ایران زنده می‌شود»،  خبرگزاری سینمای ایران.
2. ↑  مهر. «ساختمان فیلمخانه ملی در آستانه افتتاح است/ پیشرفت ۹۵ درصدی».
3. ↑  خبرآنلاین. «گنجینه‌ای فاخر به نام فیلمخانه ملی ایران».
4. ↑  ایسنا. «وعده‌های تازه خزاعی برای شفاف‌سازی و فیلمخانه ملی ایران».
5. ↑  باشگاه خبرنگاران جوان. «فیلمخانه ملی ایران افتتاح شد».
6. ↑  جام جم. «فیلمخانه ملی ایران بعد از چند دهه تکمیل می‌شود؟».
7. ↑  جهانفرد، نقش فیلمخانهٔ ملی ایران، ۷.
8. ↑  جهانفرد، نقش فیلمخانهٔ ملی ایران، ۷.
9. ↑  جهانفرد، نقش فیلمخانهٔ ملی ایران، ۲۴.
10. ↑  جهانفرد، نقش فیلمخانهٔ ملی ایران، ۲۸-۲۹.
11. ↑  جهانفرد، نقش فیلمخانهٔ ملی ایران، ۵۳، ۶۰.
12. ↑  جهانفرد، نقش فیلمخانهٔ ملی ایران، ۳۹-۵۰.
13. ↑  جهانفرد، نقش فیلمخانهٔ ملی ایران، ۷۲-۷۳.
14. ↑  جهانفرد، نقش فیلمخانهٔ ملی ایران، ۸۶-۸۷.